# Gran Premio de Bélgica de Motociclismo de 1963
El Gran Premio de Bélgica de Motociclismo de 1963 fue la sexta prueba de la temporada 1963 del Campeonato Mundial de Motociclismo. El Gran Premio se disputó el 7 de julio de 1963 en el Circuito de Spa.

## Resultados 500cc
En la categoría reina, John Hartle llegó a Bélgica como líder del Mundial, pero acabó decimoquinto. Su compañero de equipo Phil Read quedó en segundo lugar, muy por detrás de Mike Hailwood en MV Agusta. Alan Shepherd llegó a una vuelta, pero nuevamente fue el mejor de los pilotos de un solo cilindro.
| Pos.    | Piloto               | Moto      | Tiempo       | Pts. |
| ------- | -------------------- | --------- | ------------ | ---- |
| 1       | Mike Hailwood        | MV Agusta | 1h 03' 35" 8 | 8    |
| 2       | Phil Read            | Gilera    | +1' 13"      | 6    |
| 3       | Alan Shepherd        | Matchless | +1 Vuelta    | 4    |
| 4       | Fred Stevens         | Norton    | +1 Vuelta    | 3    |
| 5       | Jack Ahearn          | Norton    | +1 Vuelta    | 2    |
| 6       | Gyula Marsovszky     | Matchless | +1 Vuelta    | 1    |
| 7       | Sid Mizen            | Norton    |              |      |
| 8       | Roy Ingram           | Norton    |              |      |
| 9       | Jack Findlay         | Matchless |              |      |
| 10      | Ginger Molloy        | Matchless |              |      |
| 11      | Dan Shorey           | Matchless |              |      |
| 12      | Lothar John          | Norton    |              |      |
| 13      | Ron Robinson         | Norton    |              |      |
| 14      | Joop Vogelzang       | Norton    |              |      |
| 15      | John Hartle          | Gilera    |              |      |
| 16      | Jüri Randla          | CKEB      |              |      |
| 17      | Roy Robinson         | Norton    |              |      |
| 18      | Raymond Bogaerdt     | Norton    |              |      |
| Ret     | Raphaël Orinel       | Norton    | Ret          |      |
| Ret     | Vagn Stevnhoved      | Matchless | Ret          |      |
| Ret     | Walter Scheimann     | Norton    | Ret          |      |
| Ret     | Morry Low            | Matchless | Ret          |      |
| Ret     | Sven-Olof Gunnarsson | Norton    | Ret          |      |
| Ret     | Nikolai Sevostianov  | CKEB      | Ret          |      |
| Ret     | William Sharp        | BSA       | Ret          |      |
| Ret     | Ian Burne            | Norton    | Ret          |      |
| Fuente: |                      |           |              |      |

## Resultados 250cc
Sin el herido Jim Redman, el camino quedaba abierto para la Yamaha RD 56 de Fumio Ito y Yoshikazu Sunako. Pero el verdadero ganador fue Tarquinio Provini. Provini no fue enviado a TT Isla de Man, pero debido a su tercer lugar se acercó a Redman en el liderazgo de la Copa del Mundo. Pero no había nada que temer de Yamaha, ese equipo retiró a sus pilotos y máquinas a Japón.
| Pos.    | Piloto              | Moto        | Tiempo      | Pts. |
| ------- | ------------------- | ----------- | ----------- | ---- |
| 1       | Fumio Itō           | Yamaha      | 40' 58"     | 8    |
| 2       | Yoshikazu Sunako    | Yamaha      | +15" 2      | 6    |
| 3       | Tarquinio Provini   | Moto Morini | +22"        | 4    |
| 4       | Luigi Taveri        | Honda       | +41" 9      | 3    |
| 5       | Tommy Robb          | Honda       | + 1' 04" 2  | 2    |
| 6       | Kunimitsu Takahashi | Honda       | + 1' 25" 7  | 1    |
| 7       | Cees van Dongen     | Honda       | + 3' 47" 9  |      |
| 8       | Giuseppe Visenzi    | Aermacchi   | + 1 Vuelta  |      |
| 9       | Siegfried Lohmann   | Adler       | + 1 Vuelta  |      |
| 10      | Fred Stevens        | NSU         | + 1 Vuelta  |      |
| 11      | Ginger Molloy       | Bultaco     | + 1 Vuelta  |      |
| 12      | Han Leenheer        | Aermacchi   | + 1 Vuelta  |      |
| 13      | Chris Vincent       | Aermacchi   | + 1 Vuelta  |      |
| 14      | Vagn Stevnhoved     | Honda       | + 2 Vueltas |      |
| Ret     | Hiroshi Hasegawa    | Yamaha      | Ret         |      |
| Ret     | Silvio Grassetti    | Benelli     | Ret         |      |
| DNQ     | Nikolai Sevostianov | CKB         | DNQ         |      |
| Fuente: |                     |             |             |      |

## Resultados 125cc
Con la retirada de Ernst Degner, autor de la vuelta más rápida en la carrera, la victoria fue para Bert Schneider sobre Suzuki. En sexto lugar llegó el que más tarde se hizo más famoso como conductor de Fórmula 1, el francés Jean-Pierre Beltoise. En esta categoría, conducía una Bultaco pero en este mismo Gran Premio obtuvo el mismo resultado también en la de 50cc conduciendo una Kreidler.
| Pos. | Piloto               | Moto    | Tiempo    | Pts. |
| ---- | -------------------- | ------- | --------- | ---- |
| 1    | Bert Schneider       | Suzuki  | 40' 02" 5 | 8    |
| 2    | Hugh Anderson        | Suzuki  | +6" 640   | 6    |
| 3    | Luigi Taveri         | Honda   | +56" 7    | 4    |
| 4    | Giuseppe Visenzi     | Honda   | +3' 01" 8 | 3    |
| 5    | Tommy Robb           | Honda   | +3' 01" 9 | 2    |
| 6    | Jean-Pierre Beltoise | Bultaco | +4' 05" 1 | 1    |
| 7    | Walter Scheimann     | Honda   |           |      |
| 8    | Sven-Olof Gunnarsson | Bultaco |           |      |
| 9    | Marcel Toussaint     | Honda   |           |      |
| 10   | Jan Huberts          | Bultaco |           |      |
| 11   | Vidar Granum         | Bultaco |           |      |
| 12   | John Sothon          | Bultaco |           |      |
| Ret  | Yoshikasu Sunako     | Yamaha  | Ret       |      |
| Ret  | Frank Perris         | Suzuki  | Ret       |      |
| Ret  | Ernst Degner         | Suzuki  | Ret       |      |

## Resultados 50cc
En la categoría pequeña, los pilotos de Suzuki Isao Morishita y Ernst Degner terminaron con una décima de diferencia. En la lucha por la clasificación, el líder provisional Hugh Anderson quedó por detrás de Hans-Georg Anscheidt.
| Pos. | Piloto               | Moto     | Tiempo    | Pts. |
| ---- | -------------------- | -------- | --------- | ---- |
| 1    | Isao Morishita       | Suzuki   | 29' 53" 7 | 8    |
| 2    | Ernst Degner         | Suzuki   | +0" 1     | 6    |
| 3    | Hans-Georg Anscheidt | Kreidler | +0" 6     | 4    |
| 4    | Hugh Anderson        | Suzuki   | +3" 1     | 3    |
| 5    | Mitsuo Itoh          | Suzuki   | +1'01" 5  | 2    |
| 6    | Jean-Pierre Beltoise | Kreidler | +1'31" 3  | 1    |
| 7    | "Zippo"              | Derbi    | +1'38" 5  |      |
| 8    | Michio Ichino        | Suzuki   | +2'30" 5  |      |
| 9    | Jan Huberts          | Derbi    |           |      |
| 10   | Peter Eser           | Honda    |           |      |
| 11   | Raymond Hanset       | Kreidler |           |      |
| 12   | Raymond Bogaerdt     | Honda    |           |      |
| 13   | Louis Hemptine       | Itom     |           |      |
| 14   | François Moisson     | Kreidler |           |      |
| Ret  | Alberto Pagani       | Kreidler | Ret       |      |